# Benguela-spoorweg

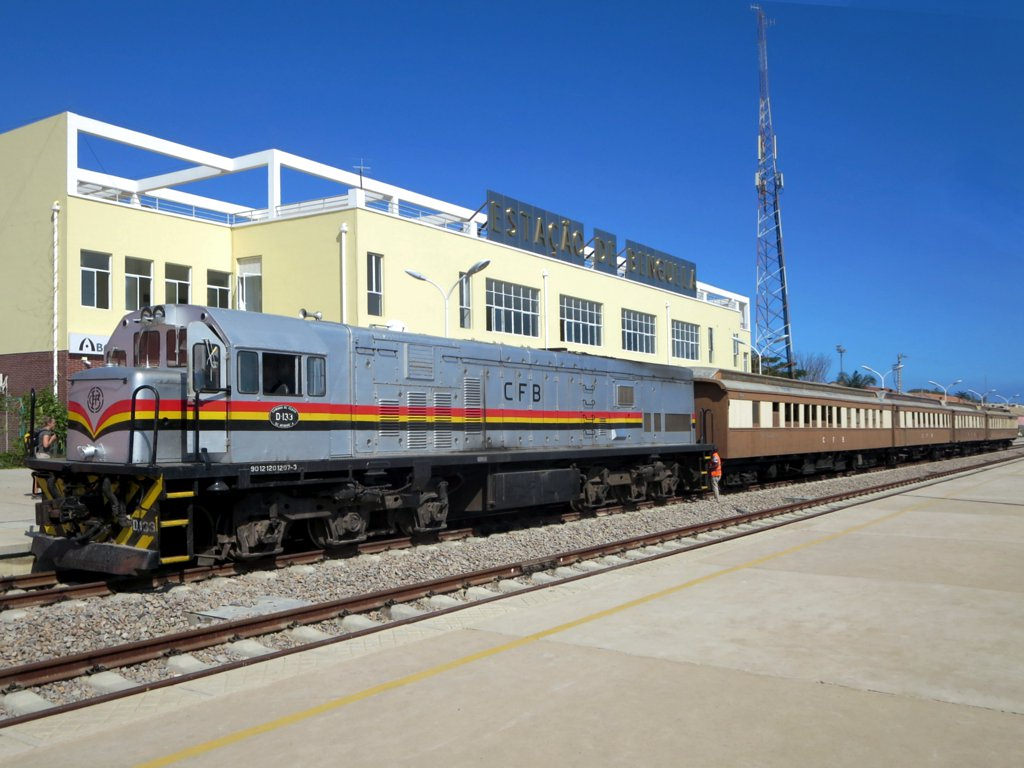
Trein van de CFB komt aan in het station van Benguela (2015)

De Benguela-spoorweg (Portugees: Caminho de Ferro de Benguela en afgekort als CFB) is een spoorweg op kaapspoor in Angola. De lijn start aan de kust bij de havenplaats Lobito en gaat bijna in een rechte lijn oostwaarts naar de plaats Luau, in de provincie Moxico aan de grens met Congo-Kinshasa. Hier staat de lijn in verbinding via Dilolo met de Katanga-spoorweg, die via Kolwezi en Lubumbashi doorgaat naar het rijke kopergebied in Kongo en Zambia. De spoorlijn ontleent haar naam aan de stad Benguela, die ook aan de spoorlijn ligt. In februari 2015 is de spoorweg na een langdurige en kostbare opknapbeurt weer in dienst genomen.

## Bouw
In 1899 kwam de Portugese regering met het plan om een spoorweg aan te leggen vanaf de kust, langs het Bié-plateau naar de mijnen in Katanga, onderdeel van Belgisch-Congo. Op 28 november 1902 kreeg de Brit Sir Robert Williams de concessie om de lijn aan te leggen en voor een periode van 99 jaar te beheren. Zijn Benguela Railway Company begon met de aanleg op 1 maart 1903. In 1914 was zo’n 500 kilometer spoorlijn gereed. Tijdens de Eerste Wereldoorlog lag het werk stil, maar in 1920 werden de werkzaamheden hervat. In 1929 was de lijn tot de grensplaats Luau gereed. 

## Gebruik
Het belangrijkste verkeer op de lijn was de afvoer van metalen uit Katanga en het binnenlands verkeer in Angola speelde een secundaire rol. Er reden ook passagierstreinen tussen Lubumbashi (Elizabethstad) en Lobito. Na een overstap in de haven kon de reis naar Europa  worden vervolgd met schepen.
De spoorlijn was de snelste en kortste weg om de metalen van Katanga naar Europa te transporteren. In de eerste helft van de jaren zeventig werden record hoeveelheden aan goederen en passagiers vervoerd. In 1973 telde de maatschappij 14.000 medewerkers en werd 3,2 miljoen ton aan goederen over het spoor vervoerd.

## Verval en herstel
Na de onafhankelijkheid van Angola in 1975 verlieten de 1800 Portugese medewerkers het land en lieten de spoorweg grotendeels onbeheerd achter. Met het uitbreken van de burgeroorlog werd de spoorlijn een militair doelwit. De lijn werd zwaar beschadigd, de transportvolumes daalden en de spoorlijn raakte in verval. In 1992 was nog maar 340 kilometer in gebruik en in 2001, toen de concessie afliep, was dit verder afgenomen tot 34 kilometer. Dit was het traject langs de kust van Benguela en Lobito. Het spoor kwam in handen van de Angolese overheid.
In 1989 werden de eerste herstelplannen gemaakt. De Generale Maatschappij van België, via een Britse dochteronderneming Tanks Consolidated Investments, had 90% van de aandelen in handen en de Angolese overheid de resterende 10%. Ingenieurs zouden het spoor, gebouwen en materieel bekijken, maar vanwege de onveilige situatie kon dit alleen onder militaire bescherming gebeuren. Het was te vroeg en de plannen zijn toen niet uitgevoerd. 
In 2002 kwam de burgeroorlog tot een einde. In 2006 begon de China Railway Construction Corp. met het herstel van de lijn. Dit proces duurde tot februari 2015 en heeft in totaal 1,8 miljard dollar gekost. In februari 2015 werd de spoorlijn officieel heropend. De treinen kunnen met een gemiddeld snelheid van 90 km/u de reis van Lobito naar Luau in 30 uur afleggen.